# Певчий сверчок
Пе́вчий сверчо́к (лат. Helopsaltes certhiola) — вид птиц из семейства сверчковых (Locustellidae). Выделяют пять подвидов. Открыт и изучен зоологом П. С. Палласом.

## Описание
Длина тела 12—16 см. Оперение буроватых или оливковых тонов, грудь и спина иногда с пестринами.
Пение в отличие от большинства других сверчков разнообразное, состоит из различных трелей.

## Распространение
Певчий сверчок распространён в Северной Азии. Встречается на территории России. Зимует в Южной Азии. Обитает в зарослях кустарников по опушкам леса и в высокотравье, особенно на сырых местах.

## Питание
Питается насекомыми и пауками.

## Размножение

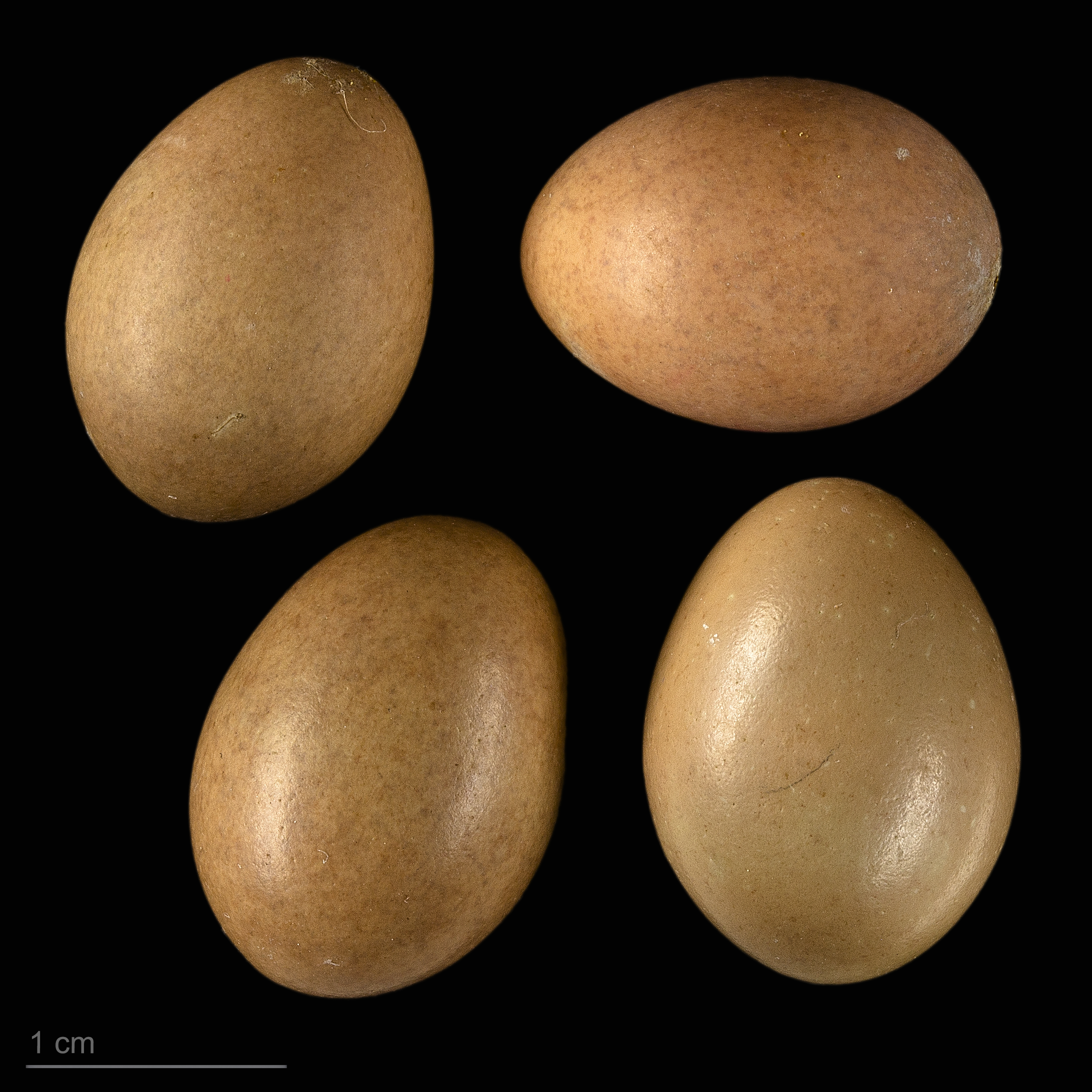
Яйца Locustella certhiola — Тулузский музей

Гнёзда на земле или очень низко на кустах. В кладке 4—6 белых или розоватых с крапинами яиц.